# 962
| Calendário gregoriano                                                        | 962 CMLXII                                            |
| Ab urbe condita                                                              | 1715                                                  |
| Calendário arménio                                                           | 411 – 412                                             |
| Calendário bahá'í                                                            | -882 – -881                                           |
| Calendário budista                                                           | 1506                                                  |
| Calendário chinês                                                            | 3658 – 3659 Início a 8 de fevereiro (aproximadamente) |
| Calendário copta                                                             | 678 – 679                                             |
| Calendário etíope                                                            | 954 – 955                                             |
| Calendários hindus - Vikram Samvat - Calendário nacional indiano - Cáli Iuga | 1017 – 1018 883 – 884 4062 – 4063                     |
| Calendário Holoceno                                                          | 10962                                                 |
| Calendário islâmico                                                          | 351 – 352                                             |
| Calendário judaico                                                           | 4722 – 4723                                           |
| Calendário persa                                                             | 340 – 341                                             |
| Calendário rúnico                                                            | 1212                                                  |
| Calendário solar tailandês                                                   | 1505                                                  |

962  (CMLXII, na numeração romana) foi um ano  comum, do século X do Calendário  Juliano, da Era de Cristo, teve início a uma  quarta-feira, terminou também a uma quarta-feira, e a sua letra dominical foi E (52 semanas).
No território que viria a ser  o reino de Portugal estava em vigor a Era de César que já contava 1000 anos.
| Ano completo                        |
| ----------------------------------- |
| Ano comum com início à quarta-feira |

## Eventos
- Revolta do conde de Portucale, Gonçalo Mendes, contra Sancho I de Leão.
- Coroação de Oto I do Sacro Império Romano-Germânico.

## Nascimentos
- Rei Eduardo o Mártir de Inglaterra (data provável).
- Oberto de Pádua, conde de Pádua.
- Otão Guilherme de Borgonha, conde da Borgonha (m. 1020).

## Mortes
- Dong Yuan, pintor chinês.
- Carlos Constantino, conde de Viena, (n. 902).
- Damásio I de Brioude, visconde de Brioude (n. 900).